# Thrixspermum

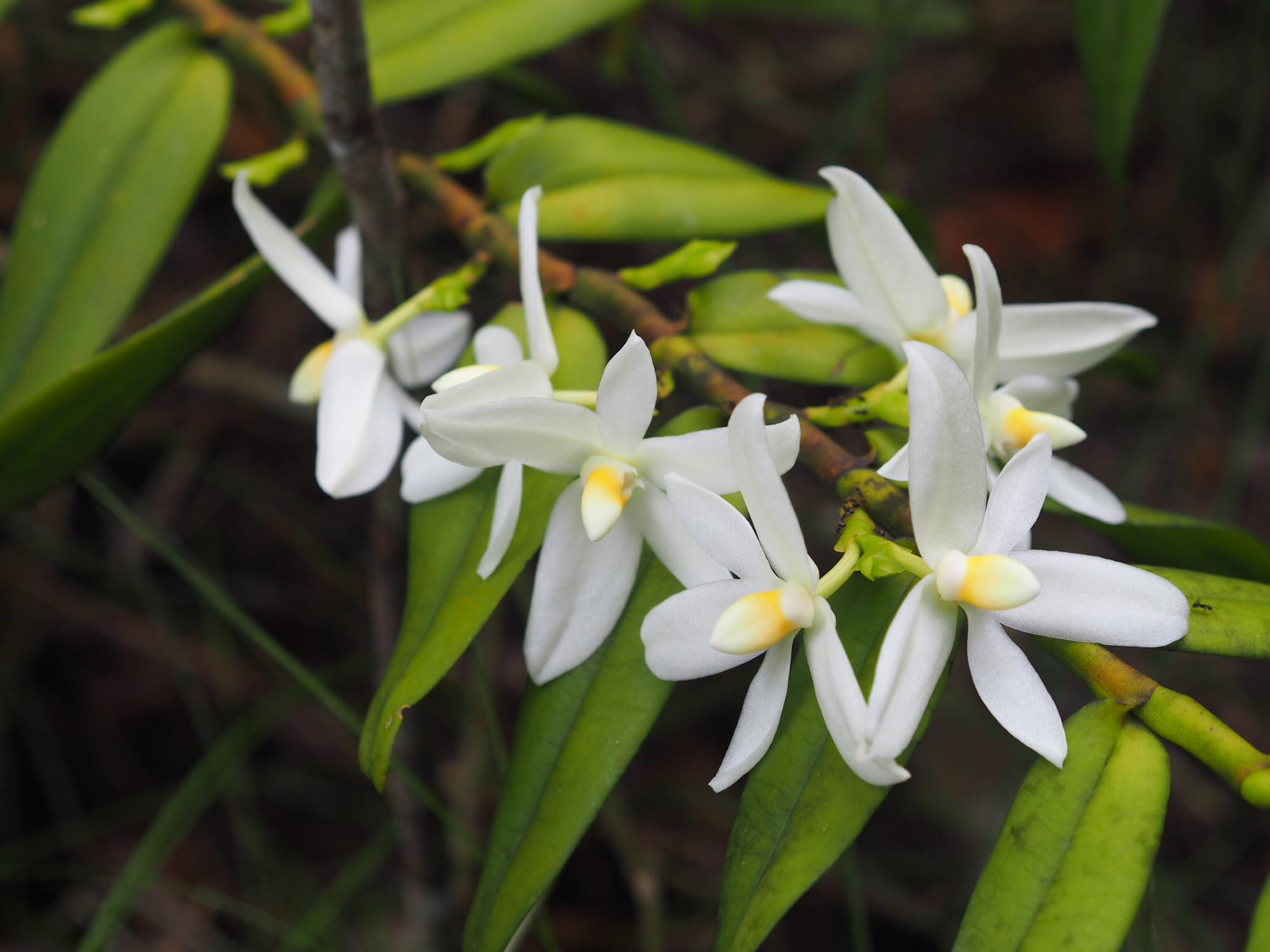
Thrixspermum calceolus

Thrixspermum – rodzaj roślin z rodziny storczykowatych (Orchidaceae). Rośliny występują w Azji Południowo-Wschodniej oraz Australii w takich krajach i regionach jak: Andamany, Asam, Bangladesz, Archipelag Bismarcka, Borneo, Kambodża, Karoliny, południowo-centralne oraz południowo-wschodnie Chiny, wschodnie Himalaje, Fidżi, Henan, Indie, Japonia, Jawa, Korea Południowa, Korea Północna, Wyspa Bożego Narodzenia, Laos, Malezja, Małe Wyspy Sundajskie, Moluki, Mjanma, Nepal, Riukiu, Nowa Kaledonia, Nowa Gwinea, Nikobary, Filipiny, Queensland, Samoa, Sri Lanka, Sumatra, Celebes, Tajwan, Tajlandia, Wietnam, Vanuatu, Wyspy Salomona.
Są to rośliny epifityczne i litofityczne występujące na torfowiskach, w lasach deszczowych na wysokości do 3400 m n.p.m.

## Morfologia

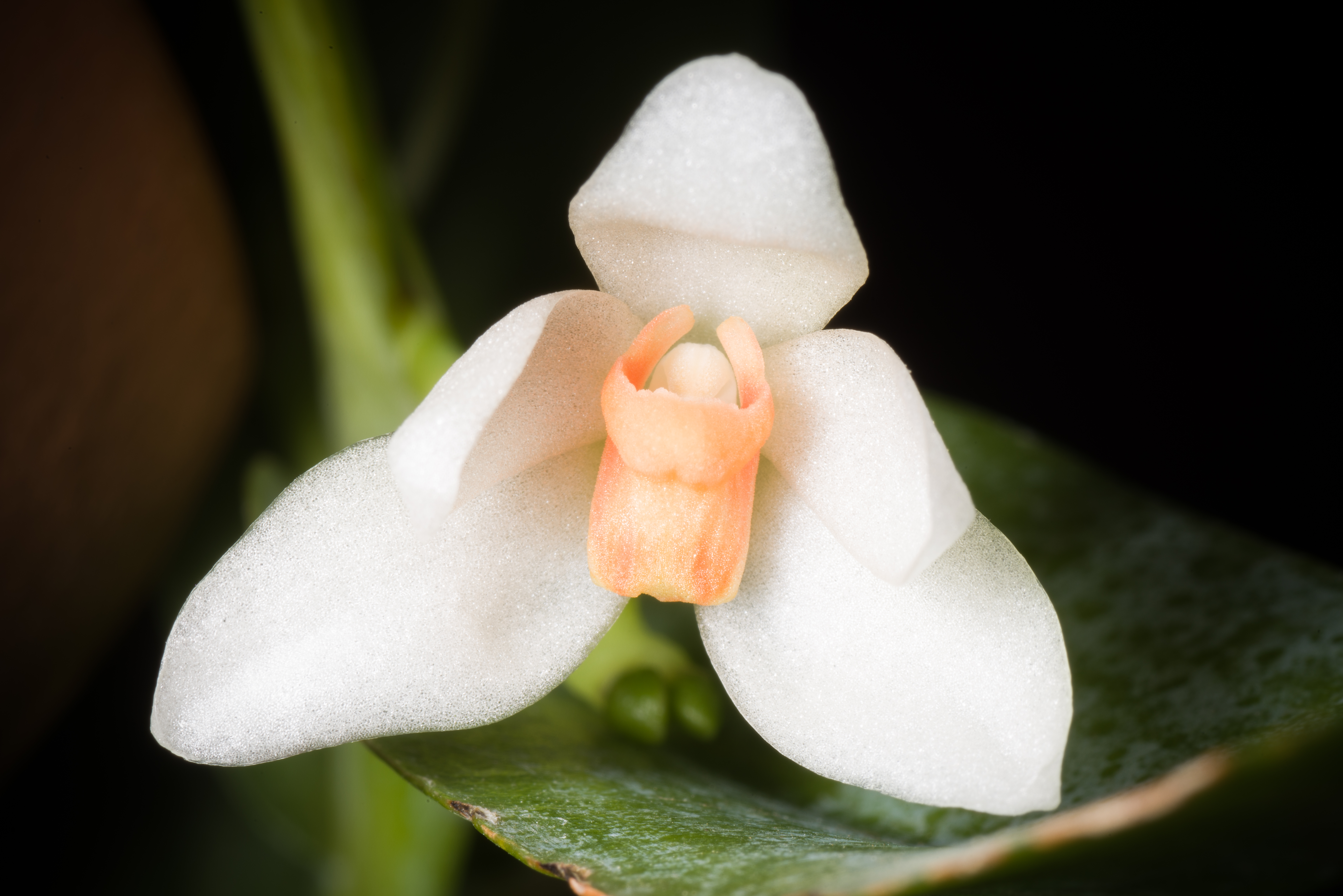
Thrixspermum pensile

PokrójRośliny zielne o łodydze wznoszącej się, wspinającej się lub wiszącej.
LiścieWyrastają blisko siebie na łodydze lub w oddaleniu od siebie. Ułożone są dwurzędowo, są płaskie lub wypukłe, skórzaste, obłe lub bocznie ścieśnione. Łączą się przegubowo z rurkowatą, pochwiastą nasadą.
KwiatyZebrane w kwiatostan boczny, wyrastający z węzła lub między węzłami łodygi, przebijający pochwę liścia, groniasty, wyprostowany lub wznoszący się. Składa się z kilku lub wielu kwiatów, z których zawsze otwierają się co najwyżej tylko trzy równocześnie. Kwiaty są skręcone, zwykle krótkotrwałe, często w pełni otwarte tylko przez pół dnia. Osiągają średnicę od kilku mm do kilku cm. Listki obu okółków okwiatu są do siebie podobne i rozpostarte. Boczne listki zewnętrznego okółka zbiegają wzdłuż prętosłupa. Warżka sztywno osadzona do podstawy prętosłupa szeroką nasadą, trójklapowa, czasem wygięta, dęta, ale bez właściwej ostrogi. Prętosłup czasem oskrzydlony. Pyłkowiny cztery, w dwóch nierównych parach, woskowate, półkuliste lub równowąsko-podłużne, połączone wspólną uczepką, z pojedynczą tarczką, często podzieloną.

## Systematyka
Rodzaj sklasyfikowany do podplemienia Aeridinae w plemieniu Vandeae, podrodzina epidendronowych (Epidendroideae), rodzina storczykowate (Orchidaceae), rząd szparagowce (Asparagales) w obrębie roślin jednoliściennych.
Wykaz gatunków
- Thrixspermum aberrans Schltr.
- Thrixspermum acuminatissimum (Blume) Rchb.f.
- Thrixspermum acutilobum J.J.Sm.
- Thrixspermum agamense J.J.Sm.
- Thrixspermum agusanense Ames
- Thrixspermum alabense J.J.Wood
- Thrixspermum amesianum L.O.Williams
- Thrixspermum amplexicaule (Blume) Rchb.f.
- Thrixspermum anceps (Blume) Rchb.f.
- Thrixspermum ancoriferum (Guillaumin) Garay
- Thrixspermum angustatum L.O.Williams
- Thrixspermum angustifolium (Blume) Rchb.f.
- Thrixspermum anjunganense P.O'Byrne
- Thrixspermum annamense (Guillaumin) Garay
- Thrixspermum arachnitiforme Schltr.
- Thrixspermum aurantiacum J.J.Sm.
- Thrixspermum bellamabantae Cabactulan, Cootes & R.B.Pimentel
- Thrixspermum benedictii P.O'Byrne
- Thrixspermum bicolor P.O'Byrne, P.T.Ong & J.J.Verm.
- Thrixspermum borneense (Rolfe) Ridl.
- Thrixspermum bosuangii P.O'Byrne & Gokusing
- Thrixspermum brevibracteatum J.J.Sm.
- Thrixspermum brevicapsularis Holttum
- Thrixspermum brevicaule Carr
- Thrixspermum brevipes Schltr.
- Thrixspermum breviscapum (Carr) Kocyan & Schuit.
- Thrixspermum bromeliforme W.Suarez
- Thrixspermum brunnescens (Ridl.) J.J.Sm.
- Thrixspermum calceolus (Lindl.) Rchb.f.
- Thrixspermum canaliculatum J.J.Sm.
- Thrixspermum carinatifolium (Ridl.) Schltr.
- Thrixspermum carnosum (K.Schum.) Schltr.
- Thrixspermum caudatum P.O'Byrne & Gokusing
- Thrixspermum celebicum Schltr.
- Thrixspermum centipeda Lour.
- Thrixspermum cerinum (Ridl.) J.J.Sm.
- Thrixspermum changlangensis K.Gogoi
- Thrixspermum chanianum P.O'Byrne & Gokusing
- Thrixspermum clavatum (J.Koenig) Garay
- Thrixspermum clavilobum J.J.Sm.
- Thrixspermum complanatum (J.Koenig) Schltr.
- Thrixspermum congestum (F.M.Bailey) Dockrill
- Thrixspermum conigerum J.J.Sm.
- Thrixspermum cootesii W.Suarez
- Thrixspermum cordulatum J.J.Sm.
- Thrixspermum corneri Holttum
- Thrixspermum crassifolium Ridl.
- Thrixspermum crassilabre (King & Pantl.) Ormerod
- Thrixspermum crescentiforme Ames & C.Schweinf.
- Thrixspermum cryptophallon P.O'Byrne & J.J.Verm.
- Thrixspermum cymboglossum Schltr.
- Thrixspermum denticulatum Schltr.
- Thrixspermum doctersii J.J.Sm.
- Thrixspermum duplocallosum Holttum
- Thrixspermum elmeri L.O.Williams
- Thrixspermum elongatum Ames
- Thrixspermum erythrolomum P.O'Byrne & J.J.Verm.
- Thrixspermum eximium L.O.Williams
- Thrixspermum fantasticum L.O.Williams
- Thrixspermum fernandeziae Cootes, Cabactulan & M.Leon
- Thrixspermum filifolium Schltr.
- Thrixspermum filiforme (Hook.f.) Kuntze
- Thrixspermum fimbriatum (Ridl.) J.J.Wood
- Thrixspermum flaccidum J.J.Sm.
- Thrixspermum fleuryi (Gagnep.) Tang & F.T.Wang
- Thrixspermum formosanum (Hayata) Schltr.
- Thrixspermum fragrans Ridl.
- Thrixspermum fulgens (Ridl.) Schltr.
- Thrixspermum fuscum (Ridl.) Merr.
- Thrixspermum gombakense J.J.Sm.
- Thrixspermum gracilicaule Schltr.
- Thrixspermum graeffei Rchb.f.
- Thrixspermum grandiflorum P.O'Byrne & J.J.Verm.
- Thrixspermum hiepii Aver. & Averyanova
- Thrixspermum hystrix (Blume) Rchb.f.
- Thrixspermum incurvicalcar J.J.Sm.
- Thrixspermum indicum Vik.Kumar, D.Verma & A.N.Rao
- Thrixspermum indragiriense Schltr.
- Thrixspermum inquinatum J.J.Sm.
- Thrixspermum integrum L.O.Williams
- Thrixspermum iodochilus Ridl.
- Thrixspermum japonicum (Miq.) Rchb.f.
- Thrixspermum javanicum J.J.Sm.
- Thrixspermum kipandicum P.O'Byrne & Gokusing
- Thrixspermum kjellbergii J.J.Sm.
- Thrixspermum kocyanii J.J.Wood & A.L.Lamb
- Thrixspermum lampongense J.J.Sm.
- Thrixspermum lanatum P.O'Byrne & Gokusing
- Thrixspermum latifolium J.J.Sm.
- Thrixspermum latisaccatum J.J.Sm.
- Thrixspermum lengguanianum P.T.Ong & P.O'Byrne
- Thrixspermum leucarachne Ridl.
- Thrixspermum ligulatum L.O.Williams
- Thrixspermum linearifolium Ames
- Thrixspermum lingiae P.O'Byrne & Gokusing
- Thrixspermum linusii J.J.Wood & A.L.Lamb
- Thrixspermum lombokense J.J.Sm.
- Thrixspermum longicauda Ridl.
- Thrixspermum longilobum J.J.Sm.
- Thrixspermum longipedicellatum (Joongku Lee, T.B.Tran & R.K.Choudhary) Kocyan & Schuit.
- Thrixspermum longipilosum J.J.Sm.
- Thrixspermum loogemanianum Schltr.
- Thrixspermum lucidum Schltr.
- Thrixspermum luciferum P.O'Byrne & J.J.Verm.
- Thrixspermum maculatum Schltr.
- Thrixspermum majus (Carr) Kocyan & Schuit.
- Thrixspermum malayanum J.J.Sm.
- Thrixspermum megacarpum P.O'Byrne, A.L.Lamb & P.T.Ong
- Thrixspermum merapohense P.O'Byrne & P.T.Ong
- Thrixspermum mergitiferum P.O'Byrne & J.J.Verm.
- Thrixspermum merguense (Hook.f.) Kuntze
- Thrixspermum milneri P.O'Byrne & Gokusing
- Thrixspermum montanum Ridl.
- Thrixspermum multicolor (Ridl.) Merr.
- Thrixspermum musciflorum A.S.Rao & J.Joseph
- Thrixspermum neohibernicum Schltr.
- Thrixspermum nicolasiorum Calaramo, Cootes & Naive
- Thrixspermum obtusum (Blume) Rchb.f.
- Thrixspermum ochraceum P.O'Byrne, P.T.Ong & J.J.Verm.
- Thrixspermum odoratum X.Q.Song, Q.W.Meng & Y.B.Luo
- Thrixspermum olidum P.O'Byrne
- Thrixspermum oreadum Schltr.
- Thrixspermum pachychilum P.O'Byrne & Gokusing
- Thrixspermum pardale (Ridl.) Schltr.
- Thrixspermum patens J.J.Sm.
- Thrixspermum pauciflorum (Hook.f.) Kuntze
- Thrixspermum pellicerae Cootes, Cabactulan, Pimentel & M.Leon
- Thrixspermum pensile Schltr.
- Thrixspermum pinocchio P.O'Byrne & J.J.Verm.
- Thrixspermum platycaule Holttum
- Thrixspermum platystachys (F.M.Bailey) Schltr.
- Thrixspermum poilanei (Gagnep.) Tang & F.T.Wang
- Thrixspermum ponapense Tuyama
- Thrixspermum psiloglottis (Ridl.) Schltr.
- Thrixspermum pugionifolium (Hook.f.) Schltr.
- Thrixspermum pulchellum (Thwaites) Schltr.
- Thrixspermum pulchrum Carr
- Thrixspermum pulverulentum (Carr) Kocyan & Schuit.
- Thrixspermum punctatum (Ridl.) J.J.Sm.
- Thrixspermum purpurascens (Blume) Rchb.f.
- Thrixspermum pusillum (Guillaumin) Garay
- Thrixspermum pygmaeum (King & Pantl.) Holttum
- Thrixspermum quinquelobum Ames
- Thrixspermum raciborskii J.J.Sm.
- Thrixspermum recurvum (Hook.f.) Kuntze
- Thrixspermum remotiflorum J.J.Sm.
- Thrixspermum rimauense J.J.Wood & A.L.Lamb
- Thrixspermum rimiae P.O'Byrne & Ent
- Thrixspermum robinsonii Ames
- Thrixspermum roseum J.J.Sm.
- Thrixspermum rostratum Ames
- Thrixspermum rubrocalcaratum P.O'Byrne & Gokusing
- Thrixspermum saccatum P.O'Byrne & J.J.Verm.
- Thrixspermum sagoense J.J.Sm.
- Thrixspermum samarindae Schltr.
- Thrixspermum sarawakense Ames
- Thrixspermum sarcophyllum Garay
- Thrixspermum saruwatarii (Hayata) Schltr.
- Thrixspermum scandens P.O'Byrne
- Thrixspermum scopa (Rchb.f. ex Hook.f.) Holttum
- Thrixspermum scortechinii (Hook.f.) Kuntze
- Thrixspermum semiteretifolium J.J.Wood & A.L.Lamb
- Thrixspermum simum J.J.Sm.
- Thrixspermum squarrosum J.J.Sm.
- Thrixspermum stelidioides Aver. & Averyanova
- Thrixspermum subteres J.J.Sm.
- Thrixspermum subulatum (Blume) Rchb.f.
- Thrixspermum sumatranum J.J.Sm.
- Thrixspermum sutepense (Rolfe ex Downie) Tang & F.T.Wang
- Thrixspermum tahanense Carr
- Thrixspermum taianum P.O'Byrne & P.T.Ong
- Thrixspermum tenuicalcar Carr
- Thrixspermum teretifolium P.O'Byrne & J.J.Verm.
- Thrixspermum torajaense P.O'Byrne
- Thrixspermum tortum J.J.Sm.
- Thrixspermum triangulare Ames & C.Schweinf.
- Thrixspermum trichoglottis (Hook.f.) Kuntze
- Thrixspermum tsii W.H.Chen & Y.M.Shui
- Thrixspermum tubulatum P.O'Byrne
- Thrixspermum tylophorum Schltr.
- Thrixspermum validum J.J.Sm.
- Thrixspermum vanoverberghii Ames
- Thrixspermum ventricosum J.J.Wood & A.L.Lamb
- Thrixspermum walkeri Seidenf. & Ormerod
- Thrixspermum warianum Schltr.
- Thrixspermum weberi Ames
- Thrixspermum wenzelii Ames
- Thrixspermum westenenkii (J.J.Sm.) Kocyan & Schuit.
- Thrixspermum williamsianum (Kores) Ormerod
- Thrixspermum xantholeucum Schltr.
- Thrixspermum xantholomum P.O'Byrne & J.J.Verm.